# Justine Berger
Justine Berger, née le 1er mai 1989 à Nilópolis, au Brésil, est une actrice française.

## Biographie
Elle est la fille de la comédienne belge Jackie Berger.

## Filmographie

### Télévision
- 2001 : L'Instit (saison 6) : Pauline dans l'Ange des vignes
- 2010 : Plus belle la vie  (saison 7) : Matty, la cousine de Djawad Shanga

## Doublage
Sources : RS Doublage, Doublage Séries Database, AnimeNewsNetwork et Planète Jeunesse.

### Cinéma

#### Films
- Ayo Edebiri dans :
  - How It Ends (en) (2021) : la fille du Stand-Up
  - Bottoms (2023) : Josie
  - Répétition générale (en) (2023) : Janet Walch

- Celeste O'Connor dans :
  - SOS Fantômes : L'Héritage (2021) : Lucky Domingo
  - Madame Web (2024) : Martha « Mattie » Franklin / Spider-Woman
  - SOS Fantômes : La Menace de glace (2024) : Lucky Domingo

- Liliana Mumy dans :
  - Treize à la douzaine (2003) : Jessica Baker
  - Treize à la douzaine 2 (2005) : Jessica Baker

- Kyla Pratt dans :
  - Fat Albert (2004) : Doris
  - Docteur Dolittle 3 (2006) : Maya

- Anjelika Washington (en) dans :
  - Moxie (2021) : Amaya
  - Love & Gelato (en) (2022) : Addie

- 2001 : Pas un mot : Jessie Conrad (Skye McCole Bartusiak)
- 2001 : Un mariage trop parfait : Mary Fiore à 7 ans (Shounia Cortney)
- 2003 : Le Manoir hanté et les 999 Fantômes : Megan Evers (Aree Davis (en))
- 2003 : Pirates des Caraïbes : La Malédiction du Black Pearl : Elizabeth jeune (Lucinda Dryzek)
- 2005 : Harry Potter et la Coupe de feu : Parvati Patil (Shefali Chowdury)
- 2005 : La Fièvre du roller : Tori (Jurnee Smollett)
- 2008 : Johnny Mad Dog : Laokolé (Dasy Victoria Landy)
- 2009 : Notorious B.I.G : Jan (Julia Pace Mitchell (en))
- 2016 : Mistress America : Nicolette (Jasmine Cephas Jones (en))
- 2018[n 1] : Monster : Renee Pickford (Lovie Simone)
- 2019 : Le Sang du cartel (en) : Anna (Joana Metrass (pt))
- 2021 : Security (it) : ? (?)
- 2021 : La Méthode Williams : Dentu Price (Mikayla Lashae Bartholomew)
- 2021 : Tout le monde parle de Jamie : Pritti Pasha (Lauren Patel)
- 2022 : Treize à la douzaine : Deja Baker (Journee Brown)
- 2022 : Le Monde de Nate : Libby Reneé (Aria Brooks)
- 2022 : Senior Year : Janet (Avantika Vandanapu)
- 2022 : Tic et Tac, les rangers du risque : l'inspectrice Ellie Steckler (KiKi Layne)
- 2022 : Emergency (en) : ? (?)
- 2022 : Persuasion : Henrietta Musgrove (Izuka Hoyle (en))
- 2022 : American Girl : Ani Fanelli jeune (Chiara Aurelia)
- 2022 : V comme Vengeance : Kate (Pauline Dyer)
- 2022 : Black Site (en) : Mia Davis (Lucy Barrett)
- 2022 : Des bleus à l'âme (en) : Mia (Sarah Bock)
- 2022 : Nanny : Mariatou (Olamide Candide-Johnson)
- 2022 : C'est compliqué : Stacey Clark (Teala Dunn)
- 2023 : Un bal pour Harvard (en) : LaToya (Monique A. Green)
- 2023 : Les Semaines miracle : Hester (Fenna Ramos)
- 2023 : My Dear F***ing Prince : Nora Holleran (Rachel Hilson)
- 2023 : Dark Harvest (en) : Kelly Haines (Emyri Crutchfield)
- 2023 : Rustin : Eleanor Holmes (Ayana Workman)
- 2023 : Family Switch : Ariana (Vanessa Carrasco)
- 2024 : Atlas : ? (?)
- 2025 : Brick : Léa (Sira-Anna Faal (de))

#### Films d'animation
- 2011 : Des esprits pas commodes : Tae (court-métrage)
- 2013 : Kick Heart : voix additionnelles (court métrage)
- 2015 : Pigtails : la peluche (court métrage)
- 2017 : Silent Voice : Miki Kawai
- 2017 : No Game No Life: Zero : Feel Nilvalen
- 2021 : Le Dragon-génie : Li Na Wang
- 2021 : La Vingtaine (en) : Gia à 16 ans (court métrage)
- 2021 : La chance sourit à madame Nikuko : Kikurin
- 2022 : Wendell et Wild : Kat Elliot
- 2022 : Les Monstres du foot : Zana
- 2023 : Black Clover : L'Épée de l'empereur-mage (en) : Nero

### Télévision

#### Téléfilms
- 2021 : L'Homme qui m'a sauvé la vie : Anika (Tristina Lee)[5]
- 2021 : Confessions d'une camgirl : Lisa (Tiara Johnny)[5]
- 2021 : Les Fabuleux Miracles de Noël : Sadie (Faith Wright)
- 2022 : Nos pires voisines : Sabrina Samuels (Sarah Jirgal)[5]
- 2022 : Célibataire et fabuleuse ! : Rita Quinn (June Laporte)
- 2022 : L'Internat de la honte : Kayla Adams (Kelcey Mawema)

#### Séries télévisées
- Rachel Hilson dans :
  - New York, unité spéciale (2018) : Tiana Williams (saison 19, épisode 21)
  - Love, Victor (2020-2022) : Mia Brooks (28 épisodes)
  - American Horror Story (2021) : Jamie Howard (saison 10)
  - Duster (2025) : Nina Hayes

- Ayo Edebiri dans :
  - The Bear (depuis 2022) : Sydney Adamu
  - Abbott Elementary (2023) : Ayesha (2e voix - saison 2, épisode 18)
  - Black Mirror (2023) : Sandy (saison 6, épisode 1)

- Ellen Woglom dans :
  - Californication (2009) : Chelsea Koons (8 épisodes)
  - The Glades (2013) : Maddy Malone (saison 4, épisode 11)

- Laila Pruitt dans :
  - Everything's Gonna Be Okay (2020) : Nikita (saison 1, épisode 1)
  - BMF (depuis 2021) : Nicole

- Izuka Hoyle (en) dans :
  - The Outpost (2020-2021) : Wren (26 épisodes)
  - The Chef, la série (2023) : Camille (mini-série)

- Kyla Drew dans :
  - Arrête Papa, tu me fais honte ! (2021) : Sasha Dixon (8 épisodes)
  - Raven (2021) : Angelica (saison 4, épisodes 8 et 19)

- Lovie Simone dans :
  - Manhunt (en) (2024) : Mary Simms (mini-série)
  - Pour toujours (2025) : Keisha Clark

- 2009-2019 : Grey's Anatomy : Hillary Boyd (Alanna Masterson) (saison 6, épisode 8), Chelsea (Nicole Lynnae Sullivan) (saison 12, épisode 13), Nora Hillridge (Lidya Jewett) (saison 15, épisode 18)
- 2012 : Scandal : Hannah (Jerrika Hinton) (saison 1, épisode 3)
- 2013 : Les Feux de l'amour : Adriana Stone (Jhoanna Flores) (13 épisodes)
- depuis 2014 : Grantchester : Esme Keatting (Skye Lucia Degruttola) (29 épisodes - en cours), Violet Todd (Simona Brown) (saison 4, épisode 1), la Sœur Francis/Delia (Adeyinka Akinrinade) (saison 5, épisode 6)
- 2015 / 2017 : Brooklyn Nine-Nine : Lacey et Cagney Jeffords (Skyler Yates et Kelsey Yates) (saison 3, épisode 5 et saison 4, épisode 16)
- 2015-2018 : Les Enquêtes de Murdoch : Rebecca James (Mouna Traoré) (29 épisodes)
- 2016 : Code Black : Emily Campbell (Lexi Underwood) (saison 2, épisode 10)
- 2016 : American Crime Story : Kim Kardashian (Veronica Galvez) (4 épisodes)
- 2016 : Casual : Alicia (Cheyenne Haynes) (saison 2, épisode 1)
- 2016 : Esprits criminels : Unité sans frontières : Leila (Constance Ejuma) (saison 1, épisode 13)
- 2017 : Haters Back Off : Amanda (Kara Hayward) (5 épisodes)
- 2018 : Perdus dans l'espace : Judy Robinson (Taylor Russell)
- 2018 : Unforgotten : Claire Finch (Lucinda Dryzek) (4 épisodes)
- 2019 : Pearson : Imani (Gabrielle Skye Goodman) (épisode 1)
- 2019 : Dans leur regard : Adelle (Joaquina Kalukango) (épisode 3)
- 2021 : Ne t'éloigne pas : Kayleigh Shaw (Bethany Antonia)
- 2021 : The A List : Iris (Elèna Gyasi) (saison 2, épisodes 6 et 8)
- 2021 : Directrice : Capri (Jordan Tyson) (mini-série, dialogues)
- 2021 : Les Enquêtes de Vera : Lara Kassin (Shvorne Marks) (saison 11, épisode 2)
- 2021 : Big Shot : Olive Cooper (Monique A. Green) (saison 1)
- 2021-2022 : Flatbush Misdemeanors : Zayna Bien-Aime (Kristin Dodson) (20 épisodes)
- 2021-2023 : BMF : Lori Walker (Serayah McNeill) (4 épisodes)
- 2021-2024 : Superman et Loïs : Natalie Irons (Tayler Buck) (33 épisodes)
- 2021-2025 : The Sex Lives of College Girls : Whitney (Alyah Chanelle Scott) (30 épisodes)
- 2022 : First Kill : Calliopé « Cal » Burns (Imani Lewis) (8 épisodes)
- 2022 : The Dropout : Miriam (Kate Comer) et Tess (June Laporte) (mini-série)
- 2022 : L'Été à Cielo Grande : Natalia « Naty » (Thaís Rippel)
- 2022 : Pistol : Pauline (Bianca Stephens) (mini-série)
- 2022 : The Midnight Club : Sandra (Annarah Cymone) (10 épisodes)
- 2022 : Inside Man : Beth Davenport (Lydia West) (mini-série)
- 2022 : Mood : ? (?)
- 2022 : Riches : Wanda (Nneka Okoye)
- 2022-2023 : Élite : Rocío (Ana Bokesa) (15 épisodes)
- depuis 2022 : House of the Dragon : Lady Baela Targaryen (Bethany Antonia)
- 2023 : Lockwood and Co. : Flo Bones (Hayley Konadu)
- 2023 : The Exchange : Jude (Lara Oliveira)
- 2023 : Valeria : Carmen jeune [Qui ?]
- 2023 : La Roue du temps : Aviendha (Ayoola Smart) (saison 2)
- 2023 : Black Snow (en) : Kalana Baker (Eden Cassady)
- 2024 : Trigger Point (en) : Helen Morgan (Natalie Simpson) (saison 2)
- 2024 : Pauline (de) : Pauline (Sira-Anna Faal (de)) (mini-série)
- 2024 : Those About to Die : Aura (Kyshan Wilson)
- 2024 : Kaos : Eurydice (Aurora Perrineau)
- 2024 : Ni una más : Berta (Teresa de Mera (es)) (mini-série)
- 2025 : A Thousand Blows : Esme Long (Morgan Hilaire)
- 2025 : Andor : Niya (Rachelle Diedericks) (saison 2)
- 2025 : Sandman : Merkin (Olamide Candide-Johnson) (saison 2, épisodes 2 et 3)

#### Séries d'animation
- 2013-2018 : Mily Miss Questions : Anne, Ella, Yasminata
- 2014 : No Game No Life : Feel Nilvalen
- 2014 : Witchcraft Works : Aoki, Couettes, Natsume Mikage
- 2015-2016 : Assassination Classroom : Yuzuki Fuwa
- 2015-2019 : Niko et l'Épée de Lumière : la reine des dauphins
- 2016-2017 : Koro Sensei Quest : Yuzuki Fuwa
- 2016-2017 : Tales of Zestiria the X : Alisha Diphda
- 2017 : Black Clover : Secre Swallowtail
- 2019-2020 : Saint Seiya : Les Chevaliers du Zodiaque : Shaun
- 2020-2024 : Jujutsu Kaisen : Takada et Tsumiki Fushiguro
- 2021 : Super Sema : Super Sema
- 2021-2022 : 86: Eighty-Six : Mikuri Cairō
- 2022 : Spriggan (en) : Hatsuho Sasahara
- 2022 : Call of the Night : Akira Asai
- 2022 : My Dress-Up Darling : Shinju Inui
- depuis 2022 : Bugs Bunny Constructeurs : Petunia Pig
- 2023-2024 : Star Wars: The Bad Batch : Lyana Hazard
- 2024 : Blue Box : Nagisa Funami
- 2024 : Oshi no ko : Yura Katayose (saison 2)
- 2024 : Jurassic World : La Théorie du Chaos : Zayna Mballo (saison 2)
- 2024-2025 : Ishura : Elea

### Jeux vidéo
- 2018 : World of Warcraft: Battle for Azeroth : Heerah
- 2022 : Lego Star Wars : La Saga Skywalker : voix additionnelles
- 2023 : Hogwarts Legacy : L'Héritage de Poudlard : voix additionnelles
- 2023 : Starfield : voix additionnelles
- 2024 : Dragon Age: The Veilguard : voix additionnelles
- 2025 : Lost Records: Bloom & Rage (en) : Kat Mikaelsen